# Johanne Hesbecková
Ida Johanne Hesbecková (nepřechýleně Ida Johanne Hesbeck; 1873 Varde, Jutsko – 25. března 1927 Holte) byla dánská fotografka. Od roku 1915 do roku 1927 provozovala úspěšné portrétní studio v Holte, severně od Kodaně.

## Život a dílo
Narodila se v roce 1837 v jutském Varde, jako dcera obchodníka Christoffera Johanna Hesbecka. Fotografické umění studovala u fotografa Petera Elfelta, který ji zaměstnal v letech 1905–1914. V roce 1914 se přestěhovala do Søllerød Kommune, kde si otevřela podnik na Esthersvej, Ny Holte, v nemovitosti, kterou později zakoupila. Pořizovala portréty a příležitostně přispívala do místních novin Søllerød Tidende. Poté, co v roce 1927 zemřela v Holte, její podnik převzal fotograf Ella Bach, který jej řídil až do konce 70. let.
Na počátku 80. let, kdy byla budova demolována, byla nalezena velká sbírka fotografií Hesbeckové. Objev obsahoval přibližně čtyři tisíce fotografických desek 12 × 8 cm, stejně jako kolem čtyř set negativů o velikosti 16,5 × 12 cm, fotografií skládajících se především z jednotlivých portrétů a skupin, pořízených v letech 1915–1927. Nalezlo se také 300 stereoskopických negativů různých velikostí pořízených v letech 1895–1915. Všechny její práce byly jasně označeny číslem, odpovídajícím pořadí, s uvedením jména a adresy portrétované osoby. Zatímco se jednalo o poměrně tradiční záležitost, její fotografie jsou vysoké kvality. Některé využívaly umělé osvětlení a stíny. Pořídila též celou řadu fotografií psů.

## Galerie

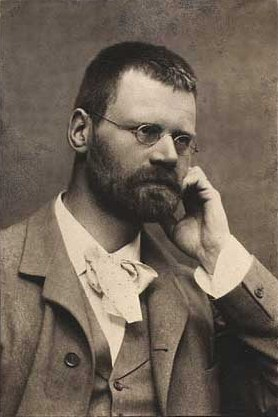
Axel Olrik, 1916
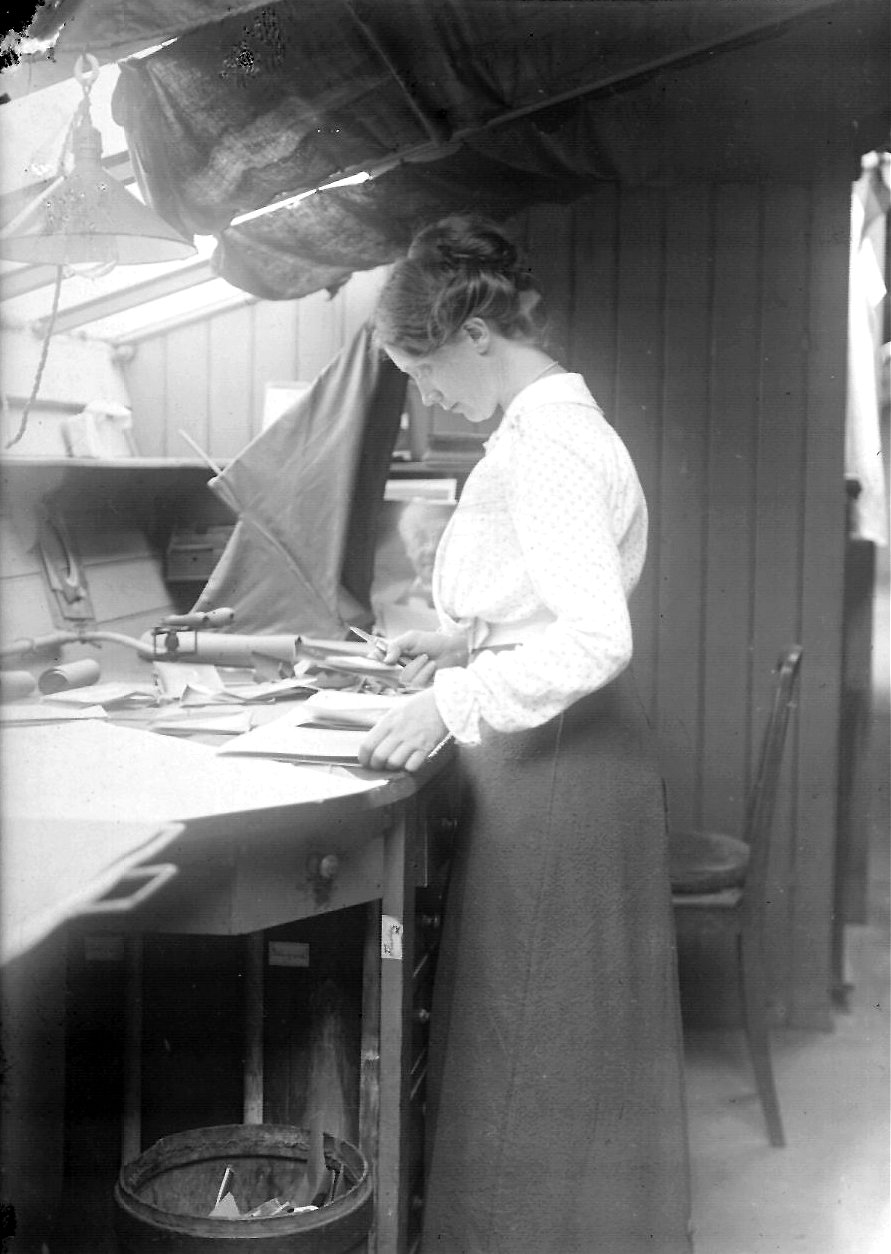
Hesbecková ve studiu Petera Elfelta
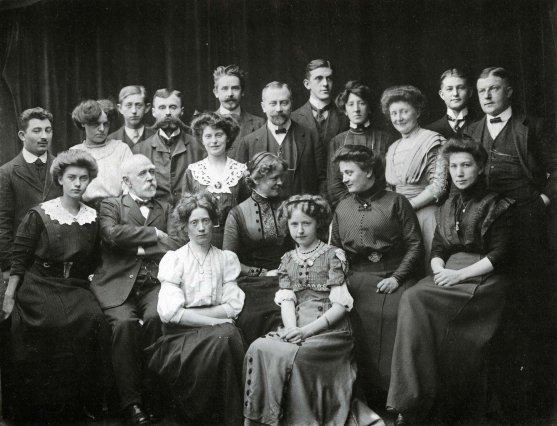
Zaměstnanci Petera Elfelta, 1910
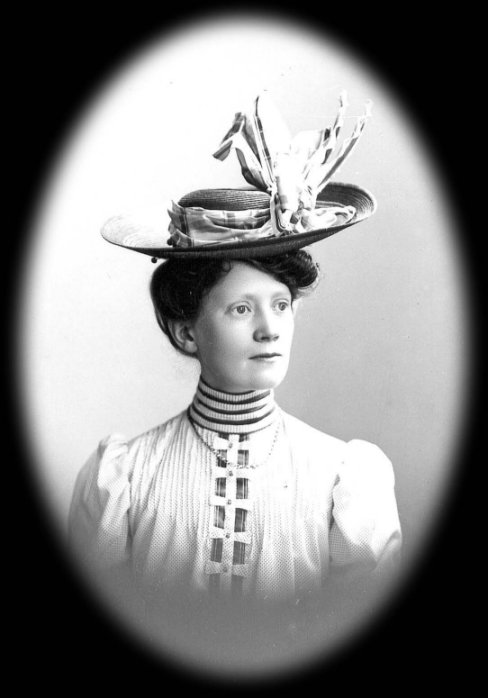
Autoportrét, 1895
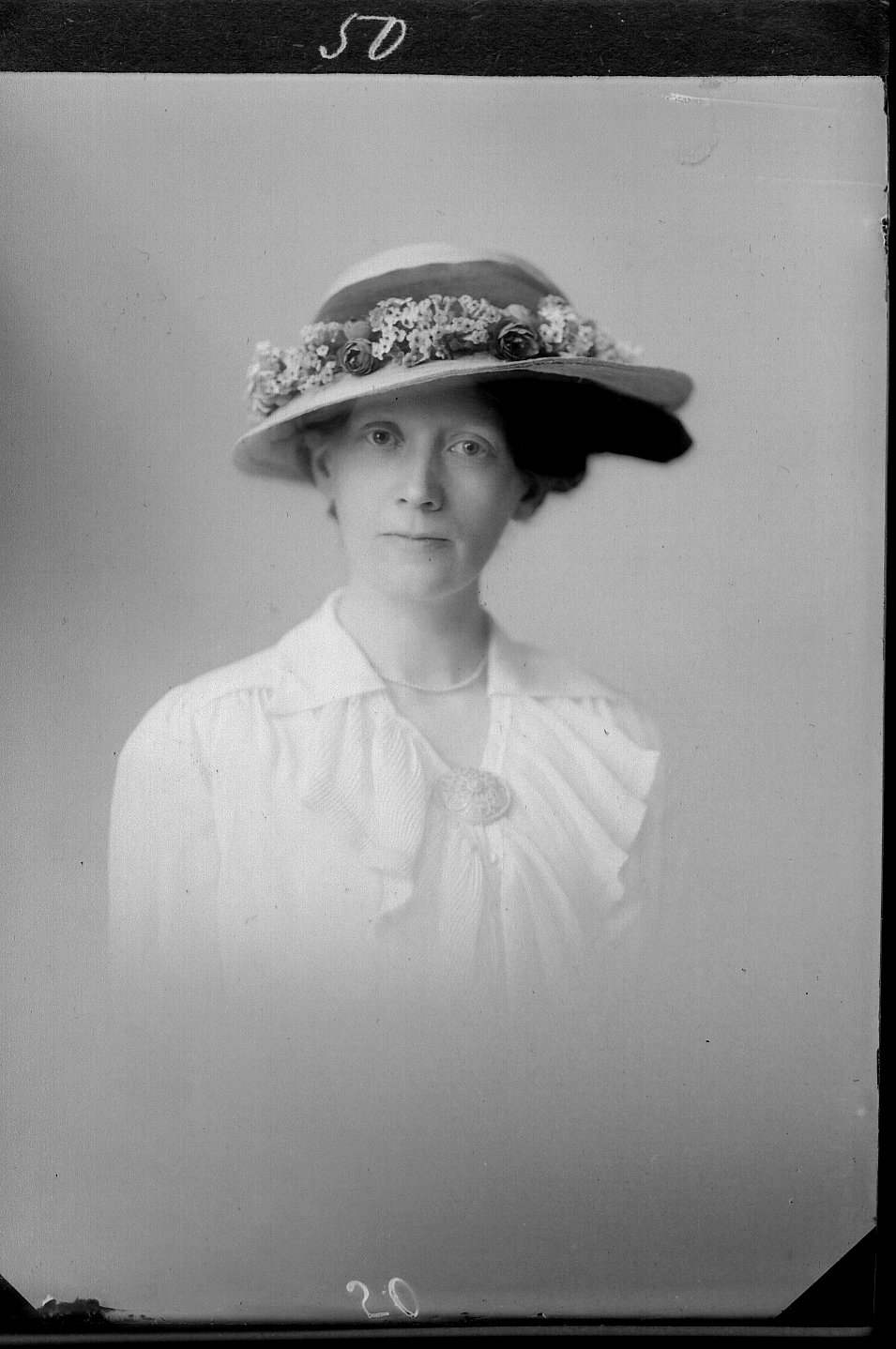
Autoportrét, 1910
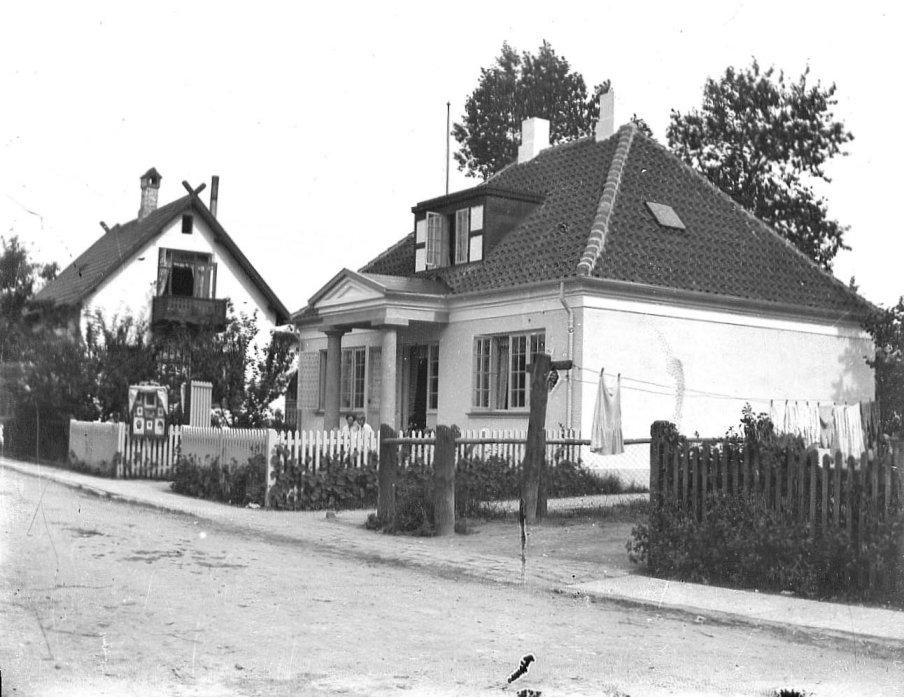
Studio Johanne Hesbeckové, exteriér, asi 1915
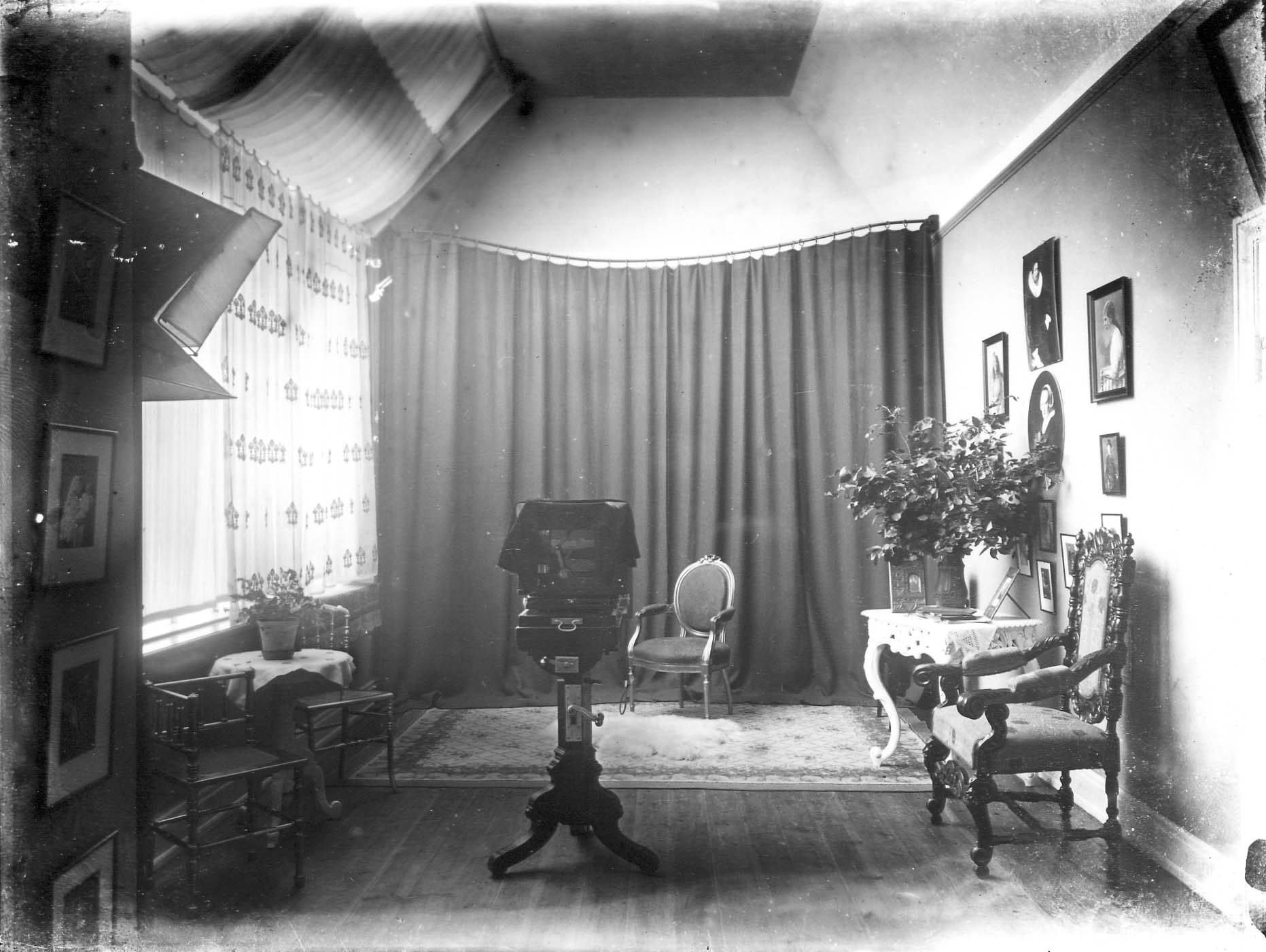
Studio Johanne Hesbeckové, interiér, asi 1915